# Take a Look in the Mirror
Albums de Korn
Untouchables
(2002) See You on the Other Side
(2005)
Singles
1. Did My Time
Sortie : 22 juillet 2003
2. Right Now
Sortie : 7 octobre 2003
3. Y'All Want a Single
Sortie : 9 mars 2004
4. Everything I've Known
Sortie : 13 avril 2004

Take A Look In The Mirror est le sixième album du groupe Korn sorti en 2003.
Parfaitement opposé au précédent album de Korn pour ce qui est de la réalisation, Take A Look In The Mirror sort seulement quinze mois après Untouchables, en novembre 2003. L'album est peu travaillé, et est synonyme de retour aux sources, du fait du son agressif des morceaux. Le premier titre parfaitement annonciateur Right Now, illustre l'esprit du disque. De plus, le hip-hop est de retour avec le rappeur NAS en featuring dans le titre Play Me. L'album répond à l'appel des fans, grâce à la musique violente comparable mais différente à celle des premiers albums, et à l'abandon des ambiances d'Untouchables. C'est le dernier album de KoRn auquel Brian Welch participa avant son retour dans le groupe en 2013. Cet album fut entièrement produit par Jonathan, dans les studios Elementree.

## Liste des chansons
| No  | Titre                    | Durée |
| --- | ------------------------ | ----- |
| 1.  | Right Now                | 3:10  |
| 2.  | Break Some Off           | 2:35  |
| 3.  | Counting on Me           | 4:49  |
| 4.  | Here It Comes Again      | 3:33  |
| 5.  | Deep Inside              | 2:46  |
| 6.  | Did My Time              | 4:04  |
| 7.  | Everything I've Known    | 3:34  |
| 8.  | Play Me (featuring Nas)  | 3:21  |
| 9.  | Alive                    | 4:29  |
| 10. | Let's Do This Now        | 3:18  |
| 11. | I'm Done                 | 3:23  |
| 12. | Y'All Want a Single      | 3:17  |
| 13. | When Will This End / One | 14:24 |

## Formation
- Jonathan Davis (chant, cornemuse)
- James "Munky" Shaffer (guitare)
- Reginald "Fieldy" Arvizu (basse, chœurs)
- David Silveria (batterie, percussions)
- Brian "Head" Welch (guitare, chœurs)